# Thomas Wassberg
Thomas Wassberg (Lennartsfors, 27 maart 1956) is een voormalig Zweedse langlaufer. Hij deed voor Zweden vier keer mee aan de Olympische Winterspelen en won vier gouden medailles. Na zijn carrière als langlaufer werd hij trainer en sportverslaggever.

## Carrière
Wassberg nam in 1976 voor het eerst deel aan de Olympische Spelen en behaalde een 15e plaats op de 15 km. Vier jaar later in Lake Placid won hij die afstand met een minieme voorsprong van 0,01 seconde op de Finse langlaufer Juha Mieto. Dat verschil was voor Wassberg reden om voor te stellen twee gouden medailles uit te reiken, wat niet gebeurde. Wel werden de reglementen aangepast zodat tijden sindsdien tot 0,1 van een seconde worden gemeten.
In Sarajevo won Wassberg goud op de langste afstand, de 50 km. Tevens won hij met Zweden in dat jaar en vier jaar later in Calgary goud op de estafette. Noorwegen eerde hem in 1980 met de Holmenkollen-medaille, de hoogste eer die in Noorwegen aan een skiër verleend kan worden. Ook in 1980 werd hem in Zweden de Svenska Dagbladets guldmedalj toegekend, die hij echter weigerde in ontvangst te nemen omdat hij kritiek had op het niet toekennen van die prijs aan een vriend in 1978.
Na het langlaufen werkte Wassberg als sportverslaggever voor de Zweedse radio. Ook was hij trainer. Zonder dat hij op de kandidatenlijst stond werd hij in 2014 als reservelid gekozen voor de populistische Sverigedemokraterna in de gemeenteraad van Berg. Hij liet weten die verkiezing niet aan te nemen. 

## Resultaten

### Olympische Spelen
| Jaar | Plaats      | Resultaten                              |
| ---- | ----------- | --------------------------------------- |
| 1976 | Innsbruck   | 15e 15 km 4e 4x10 km estafette          |
| 1980 | Lake Placid | 15 km · 4e 30 km · 5e 4x10 km estafette |
| 1984 | Sarajevo    | 50 km · 4x10 km estafette               |
| 1988 | Calgary     | 4x10 km estafette                       |

1956: Hallgeir Brenden ·
1960: Håkon Brusveen ·
1964: Eero Mäntyranta ·
1968: Harald Grønningen ·
1972: Sven-Åke Lundbäck ·
1976: Nikolaj Bazjoekov ·
1980: Thomas Wassberg ·
1984: Gunde Svan ·
1988: Michail Devjatjarov ·
2002: Andrus Veerpalu ·
2006: Andrus Veerpalu ·
2010: Dario Cologna ·
2014: Dario Cologna ·
2018: Dario Cologna ·
2022: Iivo Niskanen
1924: Thorleif Haug ·
1928: Per-Erik Hedlund ·
1932: Veli Saarinen ·
1936: Elis Wiklund ·
1948: Nils Karlsson ·
1952: Veikko Hakulinen ·
1956: Sixten Jernberg ·
1960: Kalevi Hämäläinen ·
1964: Sixten Jernberg ·
1968: Ole Ellefsæter ·
1972: Pål Tyldum ·
1976: Ivar Formo ·
1980: Nikolaj Zimjatov ·
1984: Thomas Wassberg ·
1988: Gunde Svan ·
1992: Bjørn Dæhlie ·
1994: Vladimir Smirnov ·
1998: Bjørn Dæhlie ·
2002: Michail Ivanov ·
2006: Giorgio Di Centa ·
2010: Petter Northug ·
2014: Aleksandr Legkov ·
2018: Iivo Niskanen ·
2022: Aleksandr Bolsjoenov
1936: Nurmela, Karppinen, Lähde, Jalkanen ·
1948: Östensson, Täpp, Eriksson, Lundström ·
1952: Hasu, Lonkila, Korhonen, Mäkelä ·
1956: Terentjev, Koltsjin, Anikin, Koezin ·
1960: Alatalo, Mäntyranta, Huhtala, Hakulinen ·
1964: Asph, Jernberg, Stefansson, Rönnlund ·
1968: Martinsen, Tyldum, Grønningen, Ellefsæter ·
1972: Voronkov, Skobov, Simasjov, Vedenin ·
1976: Pitkänen, Mieto, Teurajärvi, Koivisto ·
1980: Rotsjev, Bazjoekov, Beljajev, Zimjatov ·
1984: Wassberg, Kohlberg, Ottosson, Svan ·
1988: Ottosson, Wassberg, Svan, Mogren ·
1992: Langli, Ulvang, Skjeldal, Dæhlie ·
1994: Albarello, Vanzetta, De Zolt, Fauner ·
1998: Sivertsen, Jevne, Dæhlie, Alsgaard ·
2002: Alsgaard, Estil, Skjeldal, Aukland ·
2006: Valbusa, Di Centa, Piller Cottrer, Zorzi ·
2010: Richardsson, Olsson, Södergren, Hellner ·
2014: Nelson, Richardsson, Olsson, Hellner ·
2018: Tønseth, Sundby, Krüger, Klæbo ·
2022: Tsjervotkin, Bolsjoenov, Spitsov, Oestjoegov